# 만리장성항공
만리장성항공(영어: Great Wall Airlines, 중국어: 長城航空)은 중화인민공화국의 화물 항공사로 총 12개 노선을 취항하고 있다. 본사는 중화인민공화국 상하이에 위치해 있으며 또한 사용하고 있는 허브 공항으로 상하이 푸둥 국제공항이 있으며 계열사는 중국동방항공과 중국화물항공이 있다.

## 역사
- 2005년 5월 18일 : 회사 설립
- 2005년 6월 22일 : 회사 설립 기념식이 개최
- 2005년 7월 22일 : 중국민용항공국에서 운송 경영 허가
- 2006년 6월 1일 : 상하이 ~ 암스테르담 정기 화물 항공편이 취항
- 2006년 8월 18일 : 미국 정부 보다 모회사의 장성공업이 이란에 대량 살상 무기 기술 공여와 관련 혐의에 의해 제재를 받아 영업을 일시 중지
- 2006년 12월 13일 : 미국 정부 장성 공업사에 대한 제재가 해제
- 2007년 1월 27일 : 사업 재개
- 2007년 2월 1일 : 화물 노선 운항 재개
- 2011년 : 상하이 항공 카고와 함께 중국화물항공에 합병

## 과거 운항 노선
- 2011년 기준으로 당시 만리장성항공은 다음과 같은 노선을 운항하고 있다.[1]

| 톈진 \|\| align=center\|TSN \|\| align=center\|ZBTJ \|\| 빈하이            |
| 상하이 \|\| align=center\|PVG \|\|align=center\|ZSPD \|\| 푸둥             |
| 서울/인천 \|\| align=center\|ICN \|\| align=center\|RKSI \|\| 인천         |
| 암스테르담 \|\| align=center\|AMS \|\| align=center\|EHAM \|\| 스키폴      |
| 맨체스터 \|\| align=center\|MAN \|\| align=center\|EGCC \|\| 맨체스터      |
| 시카고 \|\| align=center\|ORD\|\| align=center\|KORD \|\| 오헤어           |
| 앵커리지 \|\| align=center\|ANC \|\| align=center\|PANC \|\| 테드 스티븐스 |
| 애틀랜타 \|\| align=center\|ATL \|\| align=center\|KATL \|\| 하츠필드 잭슨 |

## 과거 보유 기종
- 2011년 11월 기준으로 만리장성항공은 다음과 같은 기종을 보유하고 있다.[2][3]

## 사진

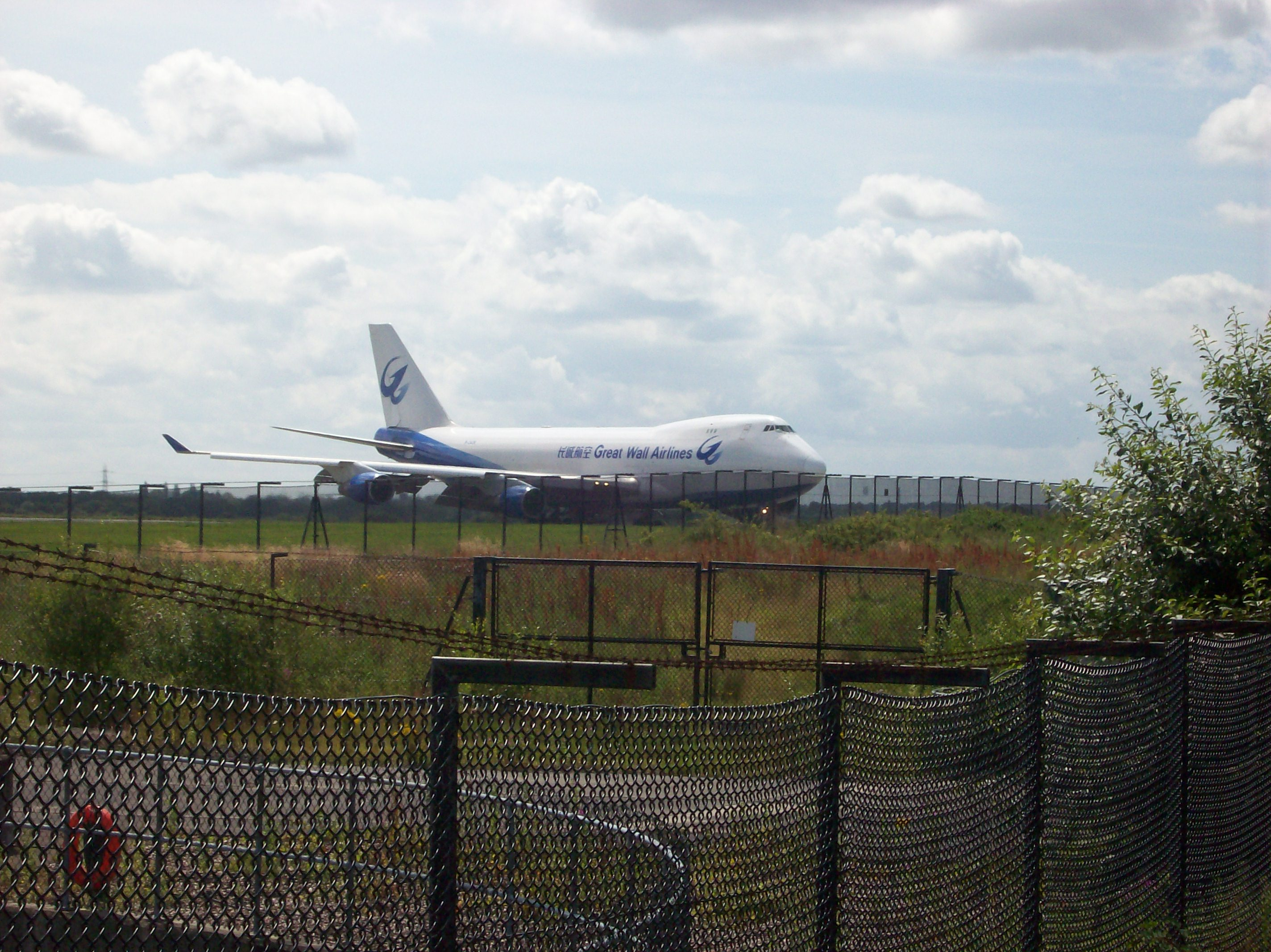
만리장성항공 소속 보잉 747-400F 항공기
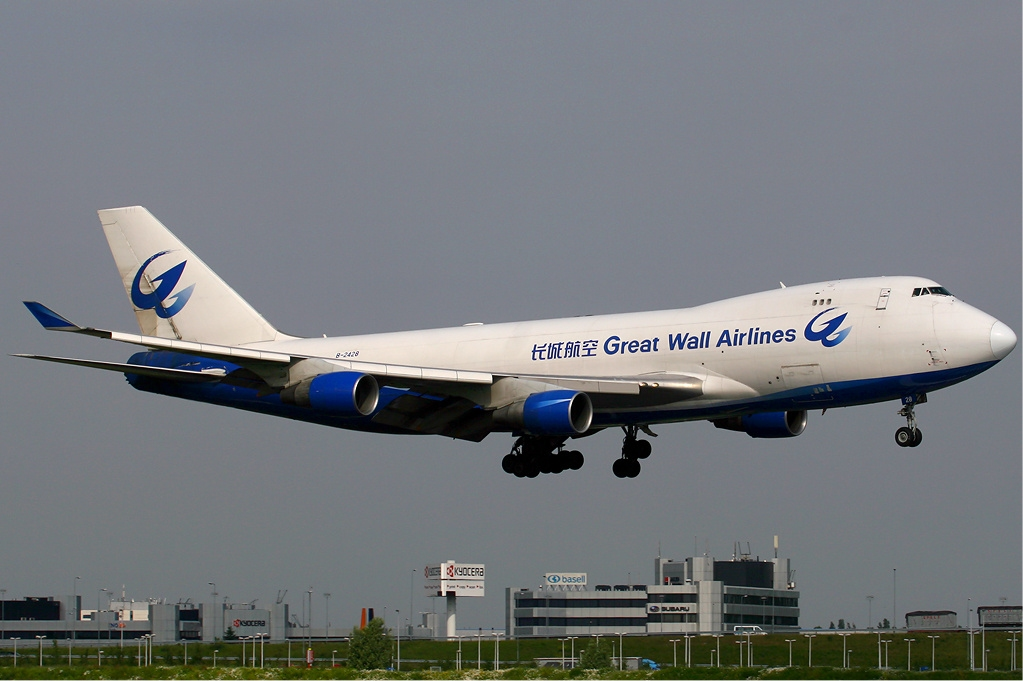
만리장성항공 소속 보잉 747-400F 항공기
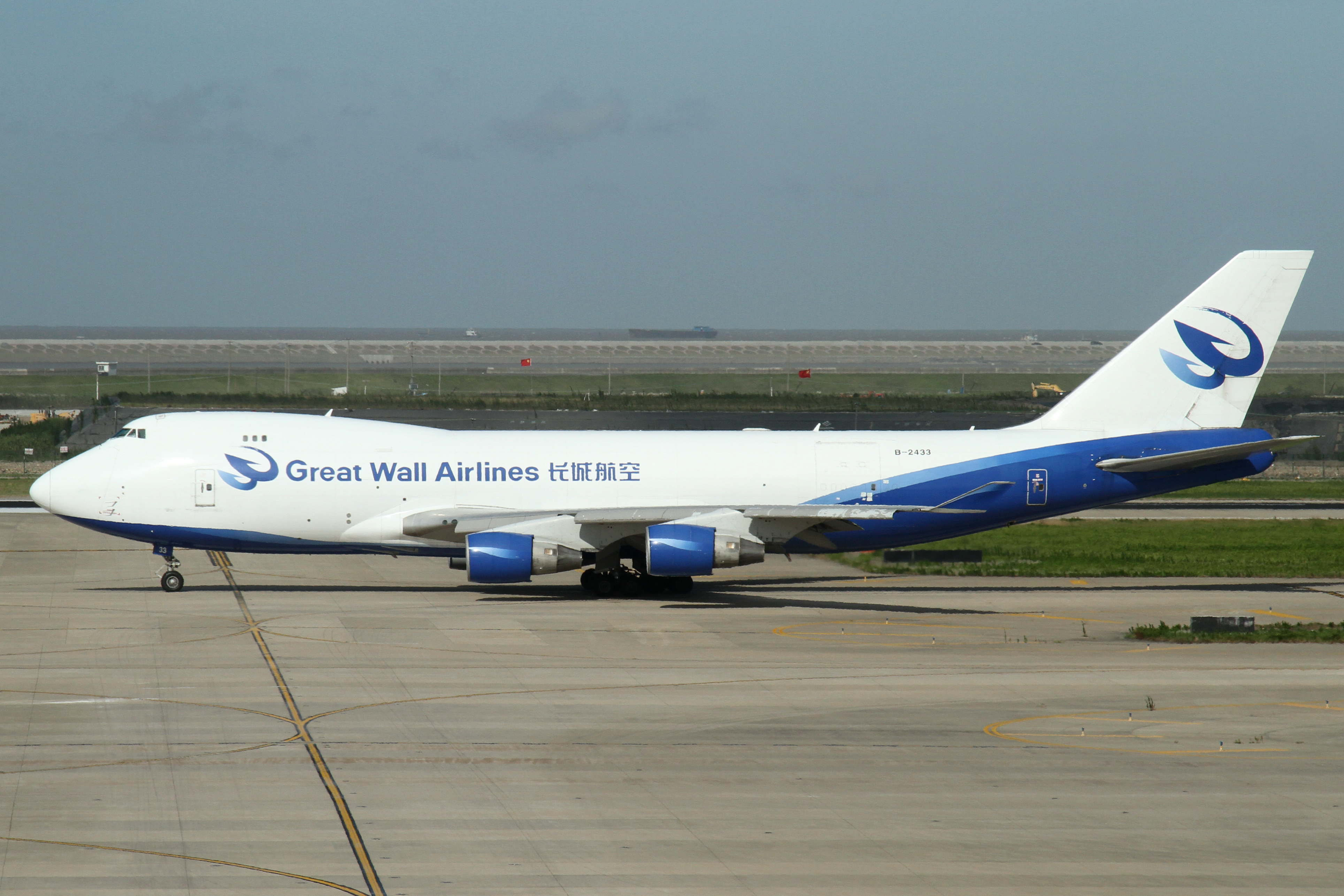
만리장성항공 소속 보잉 747-400F 항공기

## 같이 보기
- 중국동방항공
- 중국화물항공
- 상하이 항공 카고